# Procopius lesserti
Procopius lesserti is een spinnensoort uit de familie van de loopspinnen (Corinnidae).
De wetenschappelijke naam van de soort werd in 1916 als Medmassa lesserti gepubliceerd door Embrik Strand.